# Meurival
Meurival es una comuna francesa situada en el departamento de Aisne, de la región de Alta Francia.

## Geografía
Está ubicada a 24 km al sur de Laon.

## Demografía
| 77 | 66 | 46 | 44 | 51 | 60 | 61 | 50 |
| Para los censos de 1962 a 1999 la población legal corresponde a la población sin duplicidades (Fuente: INSEE [Consultar]) |    |    |    |    |    |    |    |